# Muzikál ze střední 2
Muzikálu ze střední 2 (anglicky: High School Musical 2) je pokračování úspěšného prvního dílu Muzikál ze střední.

## Obsazení
| Zac Efron       | Troy Bolton      |
| Vanessa Hudgens | Gabriella Montez |
| Ashley Tisdale  | Sharpay Evans    |
| Lucas Grabeel   | Ryan Evans       |
| Corbin Bleu     | Chad Damfort     |
| Monique Coleman | Taylor McKesie   |

## Děj
Druhý díl začíná koncem školy a odehrává se během prázdnin. Všichni se snaží najít nějakou práci na léto. Sharpay ale plánuje opět nějaké podrazy na ostatní. Její rodiče vlastní golfový klub Lava Springs, kam Sharpay s Ryanem jedou. Donutí správce, aby najal Troye na léto. Troy samozřejmě nabídku práce přijme, ale dohodí tam i své spolužáky a také Gabriellu.
To Sharpay ale vůbec nechtěla. Správce Fulton má za úkol se jich zase zbavit. Takže je za různé prohřešky trestá. Troy s Gabriellou je sbírají pěkně svižně a ke třem k vyhazovu z práce jim chybí už jen jeden, Kdo by odolal pikniku na golfovém hřišti nebo večeru v klubovém bazénu. Troy pak s Gabriellou plánuje vystoupit na večeru, kde proběhne soutěž talentů, které se mohou zúčastnit i zaměstnanci klubu. S Gabriellou zpívají píseň "You Are The Music In Me", kterou jim napsala Kelsi, která v klubu dostala práci hrát dámám k čaji na piáno.
Sharpay ale nasadí jinou taktiku: snaží se zlákat Troye. S pomocí tatínka ho začne od Gabrielly a spolužáků za vidinou stipendia na vysokou školu. Troy dostane lepší práci, je zván na obědy, kde ho jeho kamarádi obsluhují a podobně. Troy se sice brání, ale také si na to pomalu zvyká. Na spolužáky a Gabriellu přestane mít čas. Sharpay plánuje s Troyem zpívat na klubovém večeru v soutěži talentů upravenou verzi písně Troye a Gabrielly. Proto se zbaví i svého bratra Ryana. Ten se zas na oplátku přidá k Troyovým spolužákům a nacvičí s nimi vlastní číslo.
Sharpay ale překazí i to, když zakáže zaměstnancům vystoupit. Troyovi mezitím dojde, co se děje a že přišel o Gabriellu i kamarády a pokusí se to napravit. Odmítne vystoupit s Sharpay a donutí ji, aby dovolila spolužákům vystoupit na soutěži. Nakonec si zazpívá na soutěži talentů Troy s Gabrielou píseň "Everyday", spolužáci se k nim připojí a vše je zase v pořádku.

## Hudba
| Píseň                                     | Hlavní zpěváci                                            | Ostatní zpěváci                               | Místo                                      |
| ----------------------------------------- | --------------------------------------------------------- | --------------------------------------------- | ------------------------------------------ |
| What Time Is It                           | Troy, Gabriella, Sharpay, Ryan, Chad, Taylor              | Wildcats                                      | East High's Classroom, Hallways, Cafeteria |
| What Time Is It (Pt. 2)                   | Troy, Gabriella, Sharpay, Ryan, Chad, Taylor              | Wildcats                                      | East High's School Grounds                 |
| Fabulous                                  | Sharpay a Ryan                                            | Sharpettes                                    | Lava Springs Pool                          |
| Work This Out                             | Troy, Gabriella, Chad, Taylor, Kelsi, Zeke, Martha, Jason | Wildcats and Kitchen Workers                  | Lava Springs Kitchen                       |
| You Are The Music In Me                   | Troy a Gabriella                                          | Kelsi and Wildcats                            | Lava Springs Dining Room                   |
| Humuhumunukunukuapua'a                    | Sharpay and Ryan                                          | Sharpettes                                    | Lava Springs Backstage Room                |
| I Don't Dance                             | Chad and Ryan                                             | Baseball Players, Wildcats, and Company       | Lava Springs Baseball Field                |
| You Are The Music In Me (Sharpay Version) | Sharpay                                                   | Troy and Sharpettes                           | Lava Springs Stage                         |
| Gotta Go My Own Way                       | Troy a Gabriella                                          | None                                          | Lava Springs Pool, Locker Room, Grounds    |
| Bet On It                                 | Troy                                                      | None                                          | Lava Springs Golf Course                   |
| Everyday                                  | Troy a Gabriella                                          | Wildcats and Company                          | Lava Springs Stage                         |
| All For One                               | Troy, Gabriella, Sharpay, Ryan, Chad, Taylor              | Kelsi, Zeke, Martha, Jason, Wildcats, Company | Lava Springs Pool                          |